# 2014 في مصر
فيما يلي قوائم الأحداث التي وقعت خلال عام 2014 في مصر.

## أحداث
- 1 يناير – الانتخابات الرئاسية المصرية 2014
- 14 يناير – الاستفتاء الدستوري المصري 2014
- 16 فبراير – هجوم طابا

## سياسة

### تعيين في المنصب
- 8 يونيو – عبد الفتاح السيسي رئيس مصر.

### انتهاء فترة المنصب
- 8 يونيو – عدلي منصور رئيس مصر.

## أفلام
من الأفلام التي صدرت هذه السنة في مصر:
- 1 يناير – 4 كوتشينة
- 1 يناير – ألف رحمة ونور
- 1 يناير – الدساس
- 1 يناير – الفيل الأزرق من إخراج مروان حامد.
- 1 يناير – بحلم من إخراج ساندرا نشأت.
- 1 يناير – جحيم رومانسي
- 1 يناير – خطة جيمي
- 1 يناير – ديكور من إخراج أحمد عبد الله السيد.
- 1 يناير – شارك من إخراج ساندرا نشأت.
- 1 يناير – طمبولا
- 1 يناير – كلام جرايد
- 1 يناير – لا مؤاخذة من إخراج عمرو سلامة.
- 1 يناير – مراتي وزوجتي من إخراج معتز التوني.
- 29 يناير – المهرجان
- 12 مارس – المعدية
- 3 أبريل – حلاوة روح
- 15 أبريل – سالم أبو أخته
- 16 أبريل – جيران السعد
- 23 أبريل – ظرف صحي
- 14 مايو – مترو
- 21 مايو – بنت من دار السلام
- 28 يوليو – الحرب العالمية الثالثة
- 28 يوليو – جوازة ميري من إخراج وائل إحسان.
- 28 يوليو – صنع في مصر من إخراج عمرو سلامة.
- 28 يوليو – عنتر وبيسة
- 4 أكتوبر – الجزيرة 2 من إخراج شريف عرفة.
- 4 أكتوبر – المواطن برص من إخراج رامي غيط.
- 4 أكتوبر – النبطشي
- 4 أكتوبر – إعدام بريء
- 4 أكتوبر – حديد
- 4 أكتوبر – حماتي بتحبني
- 4 أكتوبر – عمر وسلوى
- 4 أكتوبر – واحد صعيدي
- 4 أكتوبر – وش سجون
- 13 نوفمبر – وردة من إخراج هادي الباجوري.

## برامج ومسلسلات وأنمي
- دلع بنات
- دهشة

## موسيقى

### ألبومات
من الألبومات التي صدرت هذه السنة في مصر:
- 13 سبتمبر – شفت الأيام من غناء عمرو دياب.

## كتب
من الكتب التي صدرت هذه السنة في مصر:
- 1 يناير – البحر خلف الستائر من تأليف عزت القمحاوي.

## وفيات

### مارس
- 23 مارس – محمد أحمد هلال (مواليد 1937)

### أبريل
- 4 أبريل – محمد قطب (مواليد 1919)
- 14 أبريل – ليلى جمال (مواليد 1944) ممثلة مصرية.
- 29 أبريل – باسم صبري (مواليد 1982) صحفي مصري.

### يونيو
- 8 يونيو – محمد أبو الحسن (مواليد 1937) ممثل مصري.
- 13 يونيو – عبد الله كمال (مواليد 1965) صحفي مصري.
- 30 يونيو – حسن توفيق (مواليد 1943) كاتب مصري.

### يوليو
- 2 يوليو – عبد الحميد شاهين (مواليد 1939) لاعب كرة قدم مصري.

### أغسطس
- 1 أغسطس – سعيد صالح (مواليد 1938) ممثل مصري.
- 27 أغسطس – أحمد سيف الإسلام عبد الفتاح (مواليد 1951)

### سبتمبر
- 12 سبتمبر – عاطف عبيد (مواليد 1932) سياسي مصري.
- 22 سبتمبر – يوسف عيد (مواليد 1948) ممثل مصري.
- 25 سبتمبر - خالد صالح (مواليد 1964) ممثل مصري.

### نوفمبر
- 3 نوفمبر – مريم فخر الدين (مواليد 1933), ممثلة مصرية.
- 8 نوفمبر – محمد إبراهيم مبروك (مواليد 1943), كاتب ومترجم مصري.
- 30 نوفمبر – رضوى عاشور (مواليد 1946), روائية مصرية.